# 普雄县
普雄县，是中华人民共和国西康省、四川省历史上曾设立的一个县。

## 历史
1952年4月30日，中央人民政府政务院批准析越嶲县南部、昭觉县西北部置普雄县，由凉山彝族自治州普雄办事处管辖。1952年8月中共凉山州工委普雄工作团进入该地区开展工作。普雄办事处设果目，辖滥田坝（书古的汉称）、普雄（中普雄）、依洛（上普雄）、四勿普（下普雄尔觉乡四勿普村）4个地区，并向滥田坝、普雄河东、普雄河西、依洛分别派驻工作队。申果庄地区尚未进驻工作队。1953年1月，四勿普地区进驻工作队。普雄办事处在已开展工作的地区建立12个乡：
- 滥田坝工作队建：司基沟乡、五里箐乡、滥田坝乡；
- 普雄河西工作队建：劣青地乡、布基洛乡（今贡莫乡布基洛村）；1954年建拉柏乡。
- 普雄河东工作队建：曲苦地乡（今普雄镇曲可地村）、瓦吉莫乡（今普雄镇瓦吉木村）、竹阿角乡、依洛地坝乡；
- 依洛工作队建：瓦阿普莫乡、耳洗乡、阿布格则乡。
- 四勿普工作队1954年建阿来吾乡（今尔觉镇阿来吾村）、阿支吾乡（今尔觉镇阿支吾村）、四呷堡乡、拉普埂子乡。

1954年普雄办事处辖5个工作队17乡。1954年11月，凉山州工委“申侯工作团”进入申果庄、侯布列托地区开展工作。1955年初，普雄河东工作队所辖依洛地坝、竹阿角两乡划入依洛工作队，剩下部分与河西工作队合建果目区。1955年底相继建立依洛、洛木、滥田坝区公所。普雄办事处辖4区17乡。
1956年民主改革结束，成立普雄县，自治州普雄办事处改为普雄县人民委员会。治普雄镇。凉山州工委“申侯工作团”将申果庄、侯布列托两区交普雄县。并在申果庄区新建申果庄、挖曲来吾、挖里足、火足门、沙苦（今申果庄乡沙苦村）、海来八呷、挖曲足、竹鲁门（今拉吉乡竹鲁门村）、拉吉保主、保石乃呷10乡；在侯布列托区新建易所足、书洛、侯布列托、八千、连渣洛5乡；在滥田坝区建新乡乡。全县辖6区33乡。
1957年2月，侯布列托区392平方公里划归美姑县。改依洛区为上普雄区，果目区为中普雄区，洛木区为下普雄区，滥田坝区为苏姑区。中普雄区新建阿米德吉乡。全县辖5区，29乡。1958年8月，申果庄区保石乃呷乡划入上普雄区，沙苦乡并入申果庄乡，竹鲁门乡并入挖曲来吾乡。上普雄区瓦阿普木乡划归苏姑区。1958年11月，中普雄区布基洛、瓦吉木、乐青地3乡合建果目人民公社，其余乡由县直属。全县辖4区，1个区级公社、24乡。
1960年1月7日国务院决定撤销普雄县撤销，辖境共1228平方公里并入越西县。 